# 奇列
奇列（意大利语：Cirié），是意大利北部皮埃蒙特大区都灵省的一个市镇。总面积17.8平方公里，总人口18973，人口密度1065.9人/平方公里（2010年12月31日）。